# Jura Levy
Jura Levy (ur. 4 listopada 1990) – jamajska lekkoatletka specjalizująca się w biegach sprinterskich.
Podczas mistrzostw świata juniorów młodszych w 2007 dotarła do półfinału w biegu na 100 i 200 metrów oraz wraz z koleżankami zdobyła srebrny medal w sztafecie szwedzkiej. Rok później, w Bydgoszczy, na mistrzostwach świata juniorów była ósma w biegu na 200 metrów oraz wywalczyła wicemistrzostwo globu w biegu rozstawnym 4 × 100 metrów. Trzykrotnie stawała na podium czempionatu panamerykańskiego juniorów w 2009. Sześciokrotna medalistka (3 złote, 2 srebrne i 1 brązowy medal) CARIFTA Games. Mistrzyni kraju w kategoriach kadetek i juniorek.

## Osiągnięcia
| Rok  | Impreza                               | Miejsce       | Konkurencja        | Pozycja    | Wynik         |
| ---- | ------------------------------------- | ------------- | ------------------ | ---------- | ------------- |
| 2007 | Mistrzostwa świata juniorów młodszych | Ostrawa       | bieg na 100 m      | półfinał   | 12,01         |
| 2007 | Mistrzostwa świata juniorów młodszych | Ostrawa       | bieg na 200 m      | półfinał   | 24,28         |
| 2007 | Mistrzostwa świata juniorów młodszych | Ostrawa       | sztafeta szwedzka  | 2. miejsce | 2:06,77       |
| 2008 | Mistrzostwa świata juniorów           | Bydgoszcz     | bieg na 200 m      | 8. miejsce | 23,95         |
| 2008 | Mistrzostwa świata juniorów           | Bydgoszcz     | sztafeta 4 x 100 m | 2. miejsce | 43,98         |
| 2009 | Mistrzostwa panamerykańskie juniorów  | Port-of-Spain | bieg na 100 m      | 3. miejsce | 11,51         |
| 2009 | Mistrzostwa panamerykańskie juniorów  | Port-of-Spain | bieg na 200 m      | 3. miejsce | 23,93         |
| 2009 | Mistrzostwa panamerykańskie juniorów  | Port-of-Spain | sztafeta 4 x 100 m | 2. miejsce | 44,96         |
| 2011 | Mistrzostwa świata                    | Daegu         | bieg na 100 m      | półfinał   | 11,53         |
| 2011 | Mistrzostwa świata                    | Daegu         | sztafeta 4 x 100 m | 2. miejsce | 41,70 (elim.) |
| 2017 | IAAF World Relays                     | Nassau        | sztafeta 4 x 200 m | 1. miejsce | 1:29,04       |
| 2017 | Mistrzostwa świata                    | Londyn        | bieg na 100 m      | półfinał   | 11,19         |
| 2017 | Mistrzostwa świata                    | Londyn        | sztafeta 4 x 100 m | 3. miejsce | 42,19         |

## Najlepsze rezultaty według sezonów

### 100 m
| Sezon | Rezultat | Miejsce      | Data       |
| ----- | -------- | ------------ | ---------- |
| 2017  | 11,06    | Kingston     | 23/06/2017 |
| 2016  | 11,25    | Kingston     | 16/04/2016 |
| 2014  | 11,28    | Gulf Shores  | 24/05/2014 |
| 2012  | 11,20    | Kingston     | 29/06/2012 |
| 2011  | 11,10    | Kingston     | 24/06/2011 |
| 2010  | 11,28    | Austin       | 03/04/2010 |
| 2009  | 11,41    | Spanish Town | 13/06/2009 |
| 2008  | 11,46    | Kingston     | 14/03/2008 |
| 2007  | 11,64    | Kingston     | 23/06/2007 |

## Rekordy życiowe
- Bieg na 60 metrów (hala) – 7,22 (16 lutego 2017, Łódź)
- bieg na 100 metrów – 11,06 (23 czerwca 2017, Kingston)
- bieg na 200 metrów – 22,76 (21 maja 2011, Hutchinson)
- bieg na 200 metrów (hala) – 23,61 (12 lutego 2011, Fayetteville) / 23,10OT (5 marca 2011, Lubbock)